# وو تشينغزانغ
وو تشينغزانغ (بالصينية: 吴成章) هو لاعب ومدرب كرة سلة صيني. مثّل منتخب بلاده. شارك في دورة الألعاب الأولمبية الصيفية سنة 1948.

## روابط خارجية
- وو تشينغزانغ على موقع الاتحاد الدولي لكرة السلة (الإنجليزية)
- وو تشينغزانغ على موقع سبورتس رفرنس (الإنجليزية)
- وو تشينغزانغ على موقع اللجنة الأولمبية الدولية (الإنجليزية)
- وو تشينغزانغ على موقع أوليمبيديا (الإنجليزية)